# Depigmentazione
La depigmentazione nell'uomo e negli animali è una decolorazione nella pelle, nelle iridi e nei peli, risultato di una scarsità, naturale o indotta, dei suoi pigmenti. 
La pigmentazione della pelle è causata da pigmenti, di cui i più importanti sono le melanine, che sono le prime responsabili per il colore della pelle di specie e fenotipi diversi. 

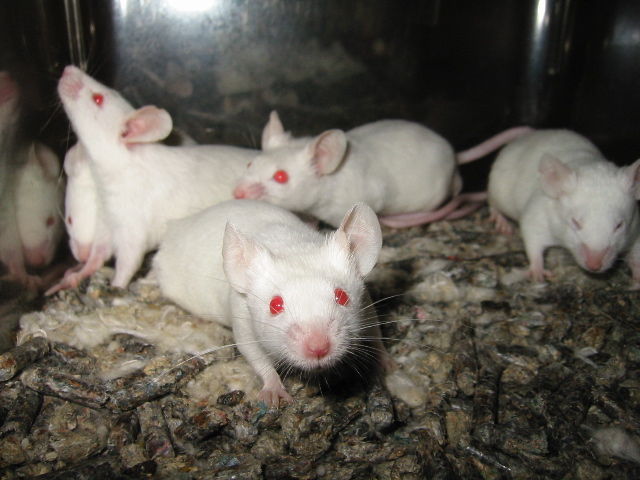
Cavie da laboratorio albine

La formazione della melanina e la sua migrazione verso la superficie corporea, a livello costitutivo, è un fattore genetico.
La pigmentazione costitutiva è un tratto poligenico e molti loci sono stati identificati nei mammiferi attraverso la caratterizzazione di mutazioni, naturalmente o artificialmente indotte, che influenzano il livello di melanina, o danno vita a modelli di alterata pigmentazione attraverso una maggiore crescita o ridotta sopravvivenza dei precursori dei melanocitici durante lo sviluppo.
Anche la depigmentazione costitutiva, di cui l'albinismo è la forma più estrema, fa risalire le sue cause nella genetica.
Forme di depigmentazione non patologica sono l'eritrismo e il biondismo. La depigmentazione patologica è detta leucodermia (es. vitiligine).

## Depigmentazione indotta

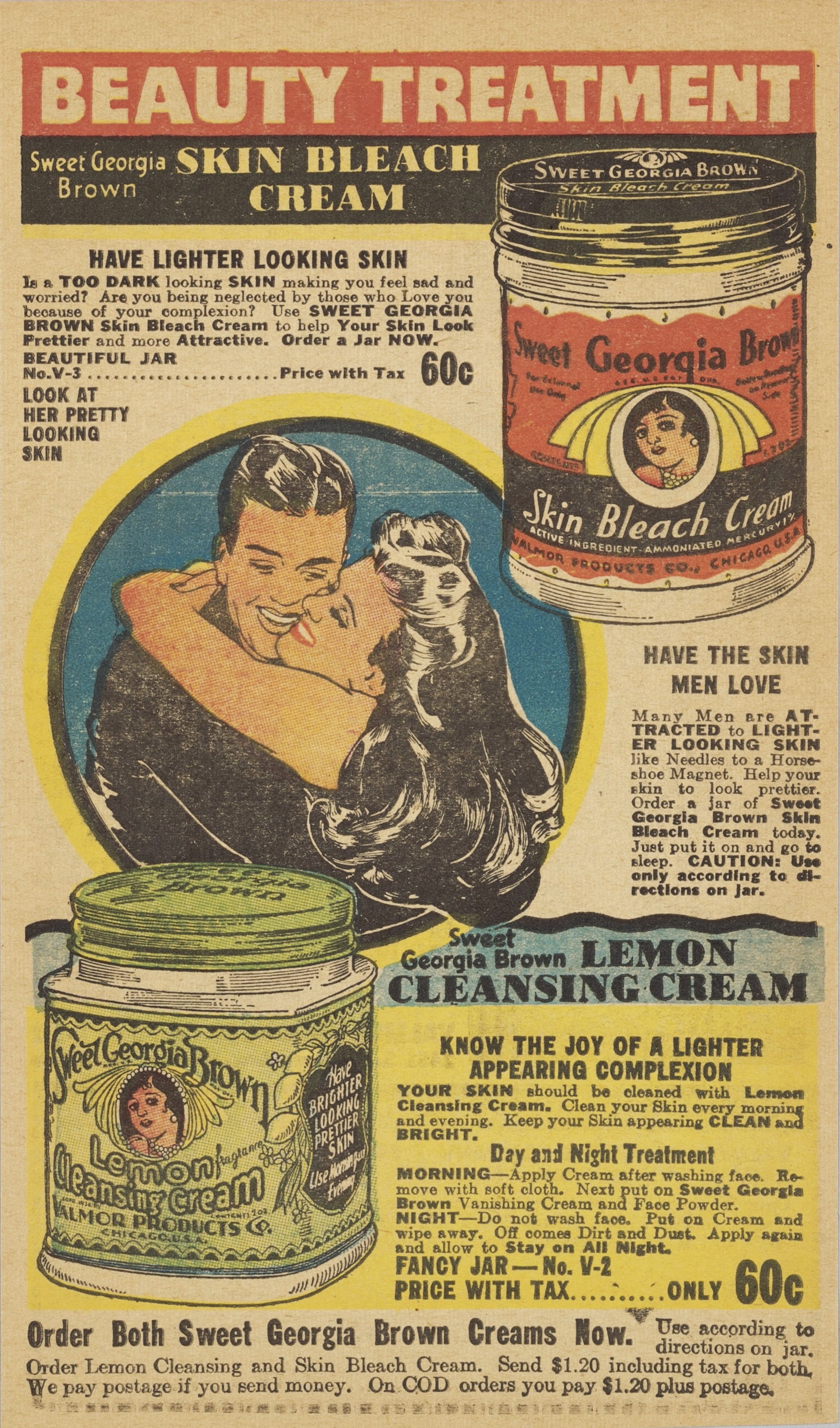
Pubblicità statunitense di creme sbiancanti negli anni 1930

La depigmentazione nell'uomo può essere indotta (cosiddetto "sbiancamento della pelle"): ad esempio per uniformare la pelle in caso di vitiligine estesa universale, o per motivi di scelta estetica; ancora, per motivi culturali o legata a contesti sociali: in alcune zone, come l'Asia (specie nella cultura del Giappone, in India e in Sudcorea), la pelle chiara è associata alla bellezza o alla classe sociale elevata (come i brahmini indiani; o in riferimento alle caste alte cinesi). Come avveniva nell'Europa prima del XX secolo, l'abbronzatura e la pelle più scura in questi paesi sono popolarmente identificate con la classe dei lavoratori dei campi. Questo è anche il caso di alcuni afroamericani o persone di origine africana degli Stati Uniti, che preferiscono essere più chiari, non volendo essere associati al passato di schiavitù, o ritenendo che li favorisca nel proprio contesto lavorativo (in questo caso si può parlare di una forma di transrazzialismo). La depigmentazione avviene riducendo la densità di melanociti o interferendo su più fronti con la melanogenesi o degradando la melanina già formata. 
L'azione depigmentante è spesso dose dipendente e la depigmentazione può essere in funzione dell'agente depigmentante e della dose: definitiva (es. monobenzone di idrochinone, idrochinone concentrato), permanente ma reversibile (es. altri idrochinoni, resorcinolo) o temporanea (es. perossido di idrogeno). I prodotti a base di mercurio, diffusi fino agli anni '90, sono vietati a causa della pericolosità del metallo (sebbene diffusi ancora in Cina e Africa), così come i derivati arsenici tossici usati fino al XIX secolo.
| Azione depigmentante                                                                                       | Agente depigmentante |
| --- | --- |
| Citotossicità selettiva verso i melanociti                                                                 | Alcuni acidi dioici, es.: acido azelaico, mercurio |
| Citotossicità selettiva tirosinasi dipendente verso i melanociti                                           | Alcuni composti fenolici e catecolici, es.: idrochinone, monobenzone di idrochinone, 4-idrossianisolo, 4-(p-idrossifenil)butan-2-olo                                                                                       |
| Formazione di un substrato che inibisce in modo competitivo l’attività della tirosinasi                    | Alcuni fenoli con struttura chimica simile alla tirosina, es.: 4-n-butil-resorcinolo, 1-phenylethyl-resorcinolo, 4-(p-idrossifenil)butan-2-olo, metil gentisinate, acido 2,5 diidrossibenzoico, ecc.                       |
| Danno termico/meccanico dei melanociti prodotto per fototermolisi selettiva                                | laser, IPL |
| Danno termico/meccanico dei melanociti prodotto da un rapido abbassamento della temperatura                | crioterapia |
| Inibizione della tirosinasi attraverso l'interferenza con le reazioni che inducono la sintesi dell'enzima  | alcuni estratti vegetali, oxiresveratrolo, tetraidrocurcumina, aloesina ecc. |
| Inibizione della glicazione                                                                                | glutatione, galattosammina, glucosammine |
| Interazione con il rame nel gruppo prostetico della tirosinasi                                             | Chelanti con alta costante di stabilità verso allo ione Cu2+, es.: acido cogico, acido ellagico, acido fitico |
| Accelerazione della degradazione della tirosinasi                                                          | acidi grassi polinsaturi, es.: acido linoleico |
| Inibizione della plasmina                                                                                  | acido tranexamico |
| Inibizione della formazione di melanina con agenti riducenti o antiossidanti e inibitori della perossidasi | antiossidanti che interferiscono con la reazione DOPA→DOPAquinone o con la polimerizzazione della melanina esposta ai raggi UV, es.:acido ascorbico, tocoferolo, acido lipoico, acido ellagico, resveratrolo, fenoli, ecc. |
| Interferenza con il trasferimento dei melanosomi dai melanociti ai cheratinociti                           | es.: niacinamide, lectina, inibitori PAR2, inibitori della serin protease. |
| Stimolazione e accelerazione del ricambio cutaneo                                                          | Idrossiacidi, retinoidi, adenosina monofosfato, ecc. |
| Inibizione dei processi infiammatori, innescanti l'iperpigmentazione postinfiammatoria                     | es.: corticosteroidi, alcuni estratti erbali |
| Decolorazione ossidativa della melanina formata                                                            | perossido di idrogeno |
| Degradazione termica della melanina prodotta per fototermolisi selettiva                                   | laser, IPL |